# Lepismatidae
Lepismatidae is een familie uit de insectenorde zygentoma.

## Geslachten (volgens <ITIS>)
- Acrotelsa Escherich, 1905
- Allacrotelsa Silvestri, 1935
- Anallacrotelsa Mendes, 1996
- Ctenolepisma Escherich, 1905
- Lepisma Linnaeus, 1758
- Leucolepisma Wall, 1954
- Mirolepisma Silvestri, 1938
- Prolepismina Silvestri, 1940
- Stylifera Stach, 1932
- Thermobia Bergroth, 1890